# Гоне (Ил и Вилен)
Гоне (фр. Gosné) је насељено место у Француској у региону Бретања, у департману Ил и Вилен.
По подацима из 2011. године у општини је живело 1790 становника, а густина насељености је износила 98,68 становника/km².

## Демографија
| 1962. | 1968. | 1975. | 1982. | 1990. | 2011. |
| ----- | ----- | ----- | ----- | ----- | ----- |
| 918   | 817   | 875   | 1.014 | 1.195 | 1.790 |